# Artomyces stephenii
Artomyces stephenii är en svampart som beskrevs av Lickey 2003. Artomyces stephenii ingår i släktet Artomyces,  och familjen Auriscalpiaceae.   Inga underarter finns listade.